# Parabigyro-rhombicosidodécaèdre
Pour les articles homonymes, voir J73.
Le parabigyro-rhombicosidodécaèdre est un polyèdre faisant partie des solides de Johnson (J73). 
Comme son nom l'indique, il peut être obtenu à partir d'un rhombicosidodécaèdre auquel on a attaché deux coupoles décagonales (J5) opposées tournées à 36 degrés.